# Glycosia krajciki
Glycosia krajciki är en skalbaggsart som beskrevs av Alexis och Delpont 2000. Glycosia krajciki ingår i släktet Glycosia och familjen Cetoniidae. Inga underarter finns listade i Catalogue of Life.